# Villèle (Saint-Paul)
Villèle ist ein Ort in der Gemeinde Saint-Paul im französischen Übersee-Département Réunion.

## Lage
Der Ort liegt im westlichen Teil der Insel Réunion im Indischen Ozean. Nördlich des Orts fließt der Ravine Saint-Gilles, über dessen linken Ufer sich Villèle erhebt. Auf der anderen Seite des Wasserlaufs liegt Saint-Gilles-les-Hauts. Westlich verläuft die Inselautobahn Route des Tamarins.

## Geschichte
Der Ort ging aus dem Gut der Familie Panon-Desbassayns, später Villèle hervor.

## Einrichtungen
Das nordöstlich der Ortslage gelegene koloniale Gut der Familie Desbassayns/Villèle ist heute als Musée de Villèle für die Öffentlichkeit zugänglich. Zum Museumsgelände gehört auch die katholische Chapelle Pointue, die Ruine der Zuckerfabrik Desbassayns und die Skulptur der Madame Desbassayns.
Im Ort selbst befindet sich der hinduistische Temple Tamoul.